# 一宮 (津山市)
一宮（いちのみや）は岡山県津山市にある地名。郵便番号は708-0815。

## 地理
宮川の西に位置し、美作国一宮である中山神社がある。古くは西一宮（にしいちのみや）という名称であり、現在でも岡山県道339号西一宮中北上線にその名残をとどめている。

### 河川
- 宮川

## 歴史

### 沿革
- 1889年6月1日 - 町村制施行に伴い、西北条郡西一宮村が、同郡西田辺村、東田辺村と合併し、一宮村となる。西一宮村は大字西一宮となる。
- 1900年4月1日 - 西北条郡が西西条郡、東南条郡、東北条郡と合併し、苫田郡となる。
- 1951年4月1日 -苫田郡東一宮村と合併し、新たに一宮村となる。
- 1954年7月1日 - 一宮村が周辺の9村とともに津山市へ編入される。大字西一宮が一宮と改称。

## 世帯数と人口
2021年（令和3年）1月1日現在の世帯数と人口は以下の通りである。
| 町丁 | 世帯数  | 人口  |
| ---- | ------- | ----- |
| 一宮 | 124世帯 | 295人 |

## 小・中学校の学区
市立小・中学校に通う場合、学区は以下の通りとなる。
| 番地 | 小学校           | 中学校             |
| ---- | ---------------- | ------------------ |
| 全域 | 津山市立東小学校 | 津山市立北陵中学校 |

## 交通

### 道路
- 岡山県道339号西一宮中北上線

## 施設
- 中山神社
- 本光禅寺

## 広義の「一宮」と狭義の「一宮」
広義では町村制後、東一宮村合併後の一宮村のことも一宮と呼び、津山市を大きく分けた29地区のひとつである。狭義ではここで述べた、町村制前の西一宮村が改称した、いわゆる（大字）一宮を指す。